# 경수고속도로 (기업)
경수고속도로(京水高速道路, Gyeongsu Highway)는 용인서울고속도로 및 그 제반 시설의 건설·관리·운영을 맡고 있는 대한민국의 기업이다. 고속도로의 소유권은 대한민국 정부가 가지고 관리운영권을 30년간 보장받았다. 총 연장 22.9 km 구간을 관리하고 있다.

## 역사
- 2003년 12월 23일: 회사 설립
- 2005년 10월 31일: 1단계 구간 착공
- 2009년 6월 30일: 용인서울고속도로 준공
- 2009년 7월 1일: 용인서울고속도로 개통 및 운영 개시
- 2039년 6월 30일: 운영기간 만료 예정

## 같이 보기
- 용인서울고속도로